# Cuarteto Malevo
Cuarteto Malevo was de naam van het tangokwartet dat in 2002 een doorstart maakte met dezelfde bandleden die één jaar eerder nog samen muziek maakten in Cuarteto Tincho: pianiste Katrien Karimoen, violiste Sophie de Rijk, bandoneonist Martijn Traas en contrabassist Martin Hiensch.
Dit nieuwe kwartet was maar een kort leven beschoren. De time-out van een jaar had met zich meegebracht dat de individuele leden nu beter hun eigen muzikale toekomst voor zich zagen. Die toekomst lag niet in Cuarteto Malevo. Het is dan ook niet verwonderlijk dat het kwartet in april 2003 een plotselinge dood stierf. Maar niet voordat zij een optreden hadden verzorgd in het Paushuize te Utrecht voor de Nederlandse prins Carlos de Bourbon de Parme.
Katrien heeft haar muzikale carrière hierna voortgezet in Quinteto Zárate, Sophie heeft het strijkkwartet Pavadita opgericht en Martin en Martijn richtten in 2004 opnieuw Trio Tincho op.